# Fabien Sanchez
Fabien Sanchez (Hyères, 3 de marzo de 1983) es un deportista francés que compitió en ciclismo en las modalidades de pista, especialista en la prueba de persecución por equipos, y ruta.
Ganó una medalla de bronce en el Campeonato Mundial de Ciclismo en Pista de 2003, en la prueba de persecución por equipos.
Participó en dos Juegos Olímpicos de Verano, en Atenas 2004 ocupó el sexto lugar en persecución individual y el séptimo lugar en persecución por equipos, y en Pekín 2008 el 15.º en persecución individual.

## Medallero internacional
| Campeonato Mundial | Campeonato Mundial   | Campeonato Mundial | Campeonato Mundial      |
| Año                | Lugar                | Medalla            | Competición             |
| ------------------ | -------------------- | ------------------ | ----------------------- |
| 2003               | Stuttgart (Alemania) | Medalla de bronce  | Persecución por equipos |